# La Clé pour un usage personnel
Pour plus de détails, voir Fiche technique et Distribution.
La Clé pour un usage personnel[réf. nécessaire] (aussi Clé strictement personnelle , Ключ без права передачи) est un film soviétique réalisé par Dinara Assanova, sorti en 1976,.

## Synopsis
Le directeur de l'école, un ancien officier de l'armée, cherche une issue décente à une situation difficile provoquée par un jeune enseignant.

## Fiche technique
- Photographie : Dmitri Dolinin, Youri Veksler
- Musique : Evgeni Krylatov
- Décors : Vladimir Svetozarov
- Montage : Gioulsioum Subaieva